# James Giordano
James J. Giordano (ur. w lutym 1953 w Detroit) – amerykański biochemik i biolog (biologia molekularna i komórkowa, neurobiologia), specjalista w zakresie polityki zdrowotnej, psychologii fizjologicznej i filozoficznej, neuroetyki, związany z Georgetown University.

## Dzieciństwo i edukacja
Urodził się w lutym 1953 roku w Detroit (Michigan), gdzie spędził wiele lat życia. W roku 1977 ukończył Ferris State College (obecnie  Ferris State University w Big Rapids (Michigan), otrzymując bachelor’s degree w dziedzinie farmacji i podjął pracę jako zarejestrowany farmaceuta. W następnych latach uzyskał: 
- 1981 – B.Sci. w St. Peter's College w Jersey City (psychologia fizjologiczna)
- 1982 – M.A. w Norwich University w Northfield, Vermont (psychologia fizjologiczna)
- 1985 – M.Phil. (Master of Philosophy) w City University of NY (filozofia psychologii)
- 1986 – M.S. w City University of NY (biopsychologia/neurofarmakologia)
- 1986 – Ph.D. w City University of NY (biopsychologia)
- 1986–1988 – Post-doc w Uniwersytet Johnsa Hopkinsa w Baltimore (neurotoksykologia/neuropatologia)
- 2006 – Grad. Certificate w Loyola Marymount University w Los Angeles (bioetyka i polityka zdrowotna)

## Praca zawodowa
Naukowe zainteresowania J. Giordano koncentrują się na problemach stosowania (w medycynie i poza medycyną) nowoczesnych neurotechnologii (głęboka stymulacja mózgu, interfejs mózg–komputer), badaniach neurobiologii bólu (bramkowa teoria bólu, drabina analgetyczna) oraz innych zaburzeń neuropsychiatrycznych, na mechanizmach procesów poznawczych, prowadzących do decyzji moralnych. Zakres badań obejmuje neuroetyczną ocenę stosowania neurologii i neurotechnologii w badaniach naukowych, medycynie, życiu publicznym, zagadnienia globalnego zarządzania w ochronie zdrowia lub problemy bezpieczeństwa narodowego i obrony. Jest kierownikiem Neuroethics Studies Program w Edmund Pellegrino Center for Clinical Bioethics, profesorem w  Georgetown University (Departments of Neurology and Biochemistry) i uczestnik m.in. Inter-disciplinary Program in Neuroscience, Graduate Liberal Studies Program i in.  prowadzi kurs Brain Science, Technology and Ethics w Hochschule für angewandte Wissenschaften Coburg (en. Coburg University of Applied Sciences, Coburg, Bawaria) jako „Distinguished Visiting Professor”. Wykłada neuroetykę na Gallaudet University (William H. i Ruth Crane Schaefer Distinguished Visiting Professor) oraz w Humanwissenschaftlichen Zentrum (en. Human Science Center) na  Uniwersytecie Ludwika i Maksymiliana w Monachium Clark Faculty Fellow of Neurosciences and Ethics. J. Giordano uczestniczy jako doradca w pracach Defense Advanced Research Projects Agency (panel do spraw neuroetycznych, prawnych i socjalnych) oraz Departamentu Obrony Stanów Zjednoczonych (Senior Science Advisory Fellow, Joint Staff Pentagonu.

## Publikacje
J. Giordano do roku 2015 opublikował 9 książek i ponad 230 recenzowanych artykułów naukowych, w latach 1987–2013 wygłosił ponad 120 referatów na konferencjach, sympozjach itp., opracował 9 rządowych raportów, dotyczących neuronauki i neuroetyki. Pracuje w redakcjach czasopism: Philosophy, Ethics and Humanities in Medicine (współredaktor naczelny), Clinical Neuroethics and Neuroethics (część Cambridge Quarterly of Healthcare Ethics) oraz w redakcji książkowej serii Advances in Neurotechnology: Ethical, Legal and Social Issues, wydawanych przez CRC Press (Executive Editor-in-Chief).
Książki
- 2015 –  R. Benedikter, J. Giordano Neurotechnology and Neuroethics: Impacting Human Futures. Springer, Dordrecht
- 2015 –  J. Giordano, W. Casebeer (red.) Neuroethics: Two Traditions at the Intersection of Neuroscience, Morality and Society, Cambridge University Press, Cambridge
- 2013 – J. Giordano, Neuroscience and Neurotechnology in National Security and Defense: Practical Capabilities, Neuroethical Considerations, Boca Raton: CRC Press
- 2013 – J. Giordano, P. Waters, Brain Injury: Spectrum Effects and Implications, Arlington, VA.: Potomac Press
- 2012 – J. Giordano, Neurotechnology: Premises, Potential and Problems, New York: Taylor-Francis
- 2011 – J. Giordano, Maldynia: Multi-disciplinary Perspectives on the Illness of Chronic Pain, New York: CRC Press
- 2011 – J. Giordano, B. Gordijn, Scientific and Philosophical Perspectives in Neuroethics, Cambridge: Cambridge University Press
- 2009 – J. Giordano, M.V. Boswell, Pain Medicine: Philosophy, Ethics and Policy, Oxford: Linton Atlantic
- 2009 – J. Giordano, Pain: Mind, Meaning and Medicine, Glen Falls, PA: PPM Press

Artykuły naukowe
Spośród 41 artykułów z lat 2008–2015, wymienionych na stronie internetowej Georgetown University, w latach 2014–2016 ukazały się prace
2016
- J.R. Shook, J. Giordano, Neuroethics beyond Normal, Camb Q Healthc Ethics. 2016 Jan;25(1):121-40[2]

2015
- J. Giordano, J.R. Shook, Minding brain science in medicine: On the need for neuroethical engagement for guidance of neuroscience in clinical contexts, Ethics Biol Engineer Med 6.1-2 (2015): 37-42
- J. Giordano, Conditions for consent to the use of neurotechnology: A preparatory neuroethical approach to risk assessment and reduction, AJOB-Neuroscience 6.4 (2015): 12-14
- A. Pascalev, M. Pascalev, J. Giordano, Head transplants, personal identity and neuroethics, Neuroethics 8 (2015): 1-8
- J. Giordano, "Conditions for consent to the use of neurotechnology: A preparatory neuroethical approach to risk assessment and reduction." AJOB-Neuroscience 6.4 (2015): 12-14
- J. Giordano, A preparatory neuroethical approach to assessing developments in neurotechnology, AMA J Ethics 17.1 (2015): 56-61.
- J.S. Shook, J. Giordano, Principled research ethics in practice? Reflections for neuroethics and bioethics, Cortex 5 (2015): 1-4
- M. Darragh, L. Buniak, J. Giordano, A four part working bilbiography of neuroethics: Part 2 - Neuroscientific studies of morality and ethics, Phil Ethics Humanities in Med 10.1 (2015)
- D.J. Stein, J. Giordano, Global mental health and neuroethics, BMC Medicine 13.1 (2015)
- J. Giordano, E. Lanzilao, J.R. Shook, R. Benedikter, Guidare la neuroscienza e lo sviluppo della persona nel XXI secolo: Una prospettiva naturalistica e cosmopolita per la neuroetica, L’Arco di Giano 80 (2015): 147-164

2014
- J.R. Shook, L. Galvagni, J. Giordano, Cognitive enhancement kept within contexts: Neuroethics and informed public policy, Frontiers Sys Neurosci 8 (2014): 1-8
- M. Avram, J. Giordano, Neuroethics: Some things old, some things new, some things borrowed...and to do, AJOB-Neuroscience 5.4 (2014): 1-3
- T. Brindley, J. Giordano, International standards for intellectual property protection of neuroscience and neurotechnology: Neuroethical, legal and social (NELS) considerations in light of globalization, Stanford J Law Sci Policy 7 (2014): 33
- L. Buniak, M. Darragh, J. Giordano, A four part working bibliography of neuroethics: Part 1: Overviews and reviews - defining and describing the field and its practices, Phil Ethics Humanities in Med 9.9 (2014)
- M. Avram, K. Hennig-Fast, Y. Bao, E. Poppel, M. Reiser, J. Blautzik, J. Giordano, E. Gutyrchik, Neural correlates of moral judgements in first- and third-person perspectives: implications for neuroethics and beyond, BMC Neurosci 15 (2014): 39
- J. Giordano, The human prospect(s) of neuroscience and neurotechnology: Domains of influence and necessity - and questions - of neuroethics, Human Prospect 4.1 (2014): 1-18
- T. Brindley, J. Giordano, Neuroimaging - correlation, validity, value and admissibility: Daubert - and reliability - revisited, AJOB-Neuroscience 5.2 (2014): 48-50
- S. Loveless, J. Giordano, Neuroethics, painience, and neurocentric criteria for the moral treatment of animals, Cambridge Q Healthcare Ethics 23.2 (2014): 163-172
- P.J. Rossi, M. Okun, J. Giordano, Translational imperatives in deep brain stimulation research: Addressing neuroethical issues of consequences and continuity of clinical care, AJOB-Neuroscience 5.1 (2014): 46-48
- J. Giordano, A. Kulkarni, J. Farwell, Deliver us from evil? The temptation, realities and neuroethico-legal issues of employing assessment neurotechnologies in public safety, Theoret Med Bioethics 15.3 (2014)
- M. Avram, J. Giordano, Neuroethics: Some Things Old, SomeThings New, Some Things Borrowed ...and To Do[11]
- J.R. Shook, J. Giordano, A principled and cosmopolitan neuroethics: considerations for international relevance, Philos Ethics Humanit Med. 2014[12]
- J.R. Shook, L. Galvagni, J. Giordano, Cognitive enhancement kept within contexts: neuroethics and informed public policy], Front Syst Neurosci. 2014; 8: 228[1]

## Wyróżnienia
Został wyróżniony m.in. przyznaniem:
- Klaus Reichert Prize in Medicine and Philosophy (Niemcy, 2012; wspólnie z Rolandem Benedikterem z Uniwersytetu Kalifornijskiego w Santa Barbara)
- tytułów: National Distinguished Lecturer przez Sigma Xi, National Research przez Honor Society, Distinguished Lecturer przez Instytut Inżynierów Elektryków i Elektroników (IEEE), Presidential Point of Light wkład istotny dla nauki i społeczeństwa (1992)
- członkostwem (z wyboru) European Academy of Science and Arts (2008)

oraz wielu innych nagród, tytułów i wyróżnień, rozpoczynając od przyznanych w roku 1981 tytułów Cum laude Graduate od St. Peter’s College, Danesino Award (za wybitne badania licencjackie) lub nagrody studenckiej, otrzymanej od City University of New York (Distinguished Student Award, 1985).